# Liz Kearney
Liz Kearney ist eine australische Filmproduzentin.

## Karriere
Kearney begann ihre Filmkarriere 2006 mit dem Kurzfilm Jack in a Box. Für ihren ersten Langfilm These Final Hours von Regisseur Zak Hilditch wurde sie direkt für einen AACTA Award nominiert. Seitdem arbeitet sie für das australische Produktionsunternehmen „arenamedia“. Ebenfalls nominiert wurde sie 2022 für den Spielfilm Sweet As. Zuletzt produzierte sie mit Regisseur Adam Elliot den Animationsfilm Memoir of a Snail, für den beide 2025 für den Oscar in der Kategorie Bester Animationsfilm nominiert wurden.

## Filmografie (Auswahl)
- 2006: Jack in a Box (Kurzfilm)
- 2012: Transmission (Kurzfilm)
- 2013: These Final Hours
- 2013: The Turning
- 2014: Paper Planes – Träumen Emus vom Fliegen?
- 2017: The Warriors (Fernsehserie, 8 Folgen)
- 2017: Ellipsis
- 2017: Lost Property Office (Kurzfilm)
- 2018: Acute Misfortune
- 2022: Sweet As
- 2022: Blueback – Eine tiefe Freundschaft
- 2024: Memoir of a Snail
- 2024: Magic Beach

## Auszeichnungen (Auswahl)
- 2013: AACTA-Award-Nominierung in der Kategorie Bester animierter Kurzfilm für Transmission
- 2014: AACTA-Award-Nominierung in der Kategorie Bester Film für The Turning
- 2015: AACTA-Award-Nominierung in der Kategorie Bester Film für Paper Planes – Träumen Emus vom Fliegen?
- 2017: AACTA-Award in der Kategorie Bester animierter Kurzfilm für Lost Property Office
- 2017: Yoram Gross Animation Award des Sydney Film Festival für Lost Property Office
- 2019: AACTA-Award-Nominierung in der Kategorie Bester Indiefilm für Acute Misfortune
- 2024: AACTA-Award-Nominierung in der Kategorie Bester Film für Sweet As
- 2025: AACTA-Award-Nominierung in der Kategorie Bester Film für Memoir of a Snail
- 2025: Oscar-Nominierung in der Kategorie Bester Animationsfilm für Memoir of a Snail